# Graaf Visartpark

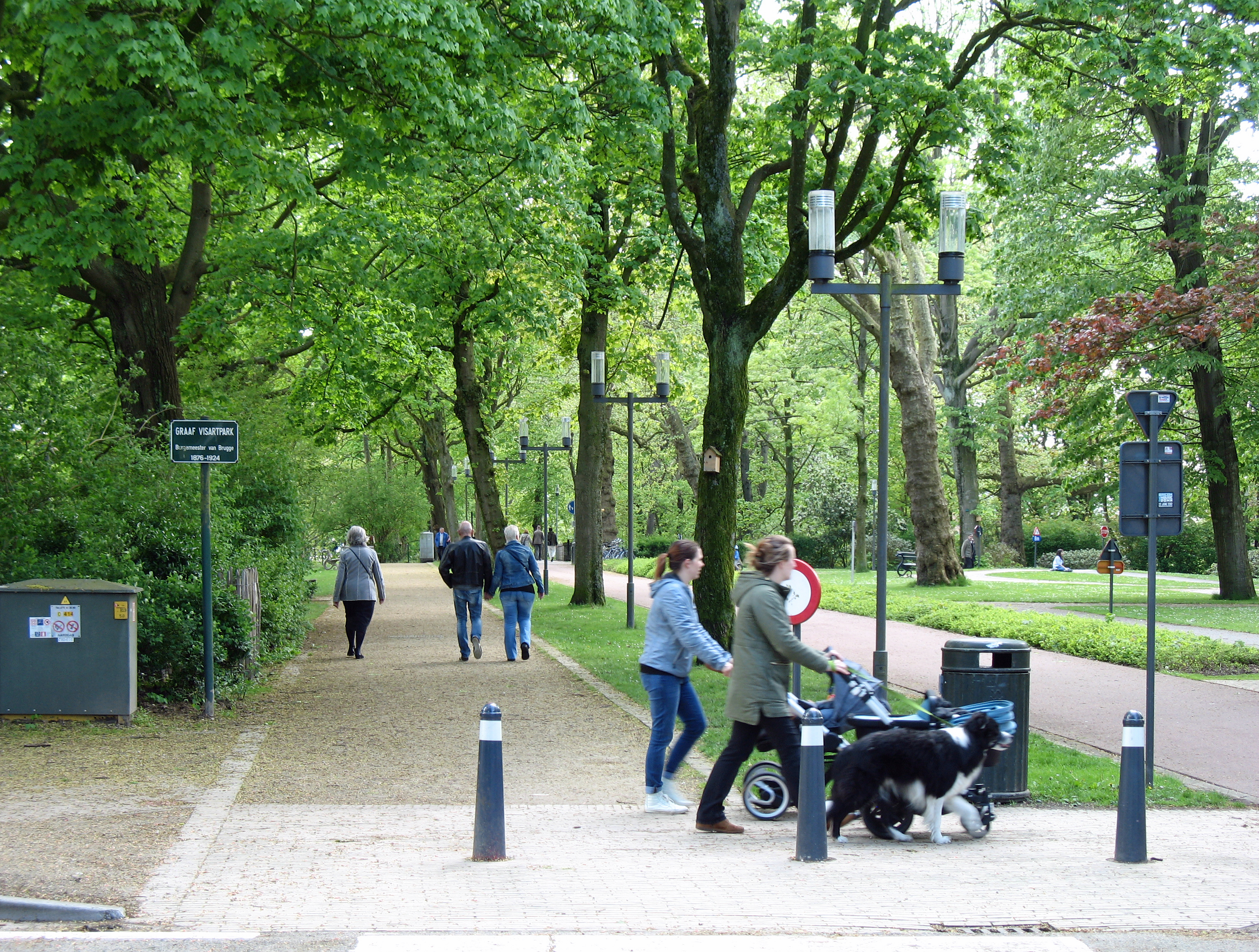
Graaf Visartpark (straat), gezien vanaf de aansluiting met de Karel de Stoutelaan

Het Graaf Visartpark is een park in Brugge. Het ligt in de wijk Kristus-Koning, vlak bij de historische binnenstad.

## Ontstaan
Het ontstaan van dit stukje groen, op de plek van de vroegere Bloedput, was een uitloper van het stedenbouwkundig project dat rond 1900 in dit stadsdeel tot stand kwam, nadat Sint-Pieters-op-den-Dijk bij Brugge was gevoegd. Men verwachtte door de havenplannen voor Zeebrugge en door het graven van het Zeekanaal en de aanleg van de nieuwe Brugse binnenhaven een snelle expansie van de stad.
Op advies van Koning Leopold II werd in 1897 de Duitse planoloog Hermann-Josef Stübben aangezocht om een modern woonkwartier aan de noordrand van de stad te realiseren. Na enkele wijzigingen aan Stübbens plan werden de werkzaamheden aangevat. De vestinggrachten aan de Komvest en de buitenvestinggracht aan de Gulden-Vlieslaan werden gedempt om openheid te scheppen en gedeeltelijk bebouwd te worden.
In 1902 werd de aanleg van dit park goedgekeurd in het kader van het algemene plan voor de wijk. Het plan voor het park werd in 1904 opgemaakt door stadsingenieur Clément Salmon, naar aanwijzingen van burgemeester Visart de Bocarmé. In tegenstelling tot de meer romantische aanleg van bijvoorbeeld het Koningin Astridpark of de vestingen, werd dit park volgens een strak lijnenpatroon uitgewerkt.
Visart gaf er de naam aan van Henri Milne-Edwards (1800-1885). Deze in Brugge geboren Engelsman had een roemrijke carrière doorlopen als zoöloog in Parijs. De naam bleef echter onvoldoende in het Brugse collectieve geheugen vastgeankerd, zodat hij zonder noemenswaardige tegenstand verdween.

## Visartpark
In 1929, vijf jaar na de dood van burgemeester Visart, werd het park omgedoopt tot Graaf Visartpark.
De eerste jaren van het park liepen niet van een leien dakje. Heel wat bomen begaven het na korte tijd. Het terrein, dat met baggerspecie uit de Smedenvest was opgehoogd, was minder geschikt om bomen te planten. Na een paar decennia was het park sterk vervallen. Het assortiment bomen was erg geslonken. Vele bomen werden dan ook vervangen door soorten die beter op de vochtige grond zouden gedijen. Door de dichte plantafstand werd het echter een somber, vochtig en weinig aantrekkelijk stukje groen.
In 1954 volgde een grondige opschik. Heel wat bomen werden geveld om het park een zonniger aanblik te geven. De wandelpaden kregen een nieuwe beurt en kleurrijke bloemenperken werden aangelegd. In 1961 werd er een miniatuurverkeerspark aangelegd, dat door de schooljeugd druk werd bezocht om de beginselen van de verkeersregels aan te leren. Door opeenvolgende veranderingen in de verkeerswetgeving raakte de infrastructuur echter steeds weer achterop. Van verder in stand houden werd op den duur afgezien. Sinds 1982 zijn de wandelpaden geïntegreerd in het wijkspeelplein dat er werd aangelegd.
De naam Graaf Visartpark is ook in gebruik voor een straat die in winkelhaakvorm langs het park loopt, namelijk aan de zuidzijde (straat die aansluit op de Keizer Karelstraat) en aan de oostzijde (fiets- en wandelpad dat aansluit op de Karel de Stoutelaan).